# Ellbögen
Ellbögen ist eine Gemeinde mit 1183 Einwohnern (Stand 1. Jänner 2024) im Bezirk Innsbruck-Land, Tirol (Österreich). Die Gemeinde liegt im Gerichtsbezirk Innsbruck.

## Geografie
Ellbögen ist eine Streusiedlung zwölf Kilometer südlich von Innsbruck, an der östlichen Talseite des Wipptals gelegen. Das weitläufige Gemeindegebiet wird im Westen von der Sill, im Norden vom Ruggschreiner Bach und im Süden vom das Arztal entwässernden Falkasanerbach begrenzt. Dazwischen liegt das Viggartal, das vom Mühlbach durchflossen wird.
Der touristische Stützpunkt im Viggartal ist das Meißner Haus auf 1720 m Höhe.

### Gemeindegliederung
Die Gemeinde Ellbögen ist gleichzeitig eine Katastralgemeinde, die Ortsteile sind:
- Hennenboden (Dorf)
- St. Peter (Dorf)
- Mühltal (Dorf)
- Tarzens (Rotte)
- Erlach (Weiler)
- Niederstraße (Zerstreute Häuser)
- Oberstraße (Zerstreute Häuser)
- Oberellbögen (Zerstreute Häuser)
- Innerellbögen (Zerstreute Häuser)
- Penzen (Siedlung)

Außerdem liegen in der Gemeinde folgende Almen: Arztaler Hochleger, Arztaler Niederleger, Hörtnaglalm, Kellerhütte und Profeglalm.

## Geschichte

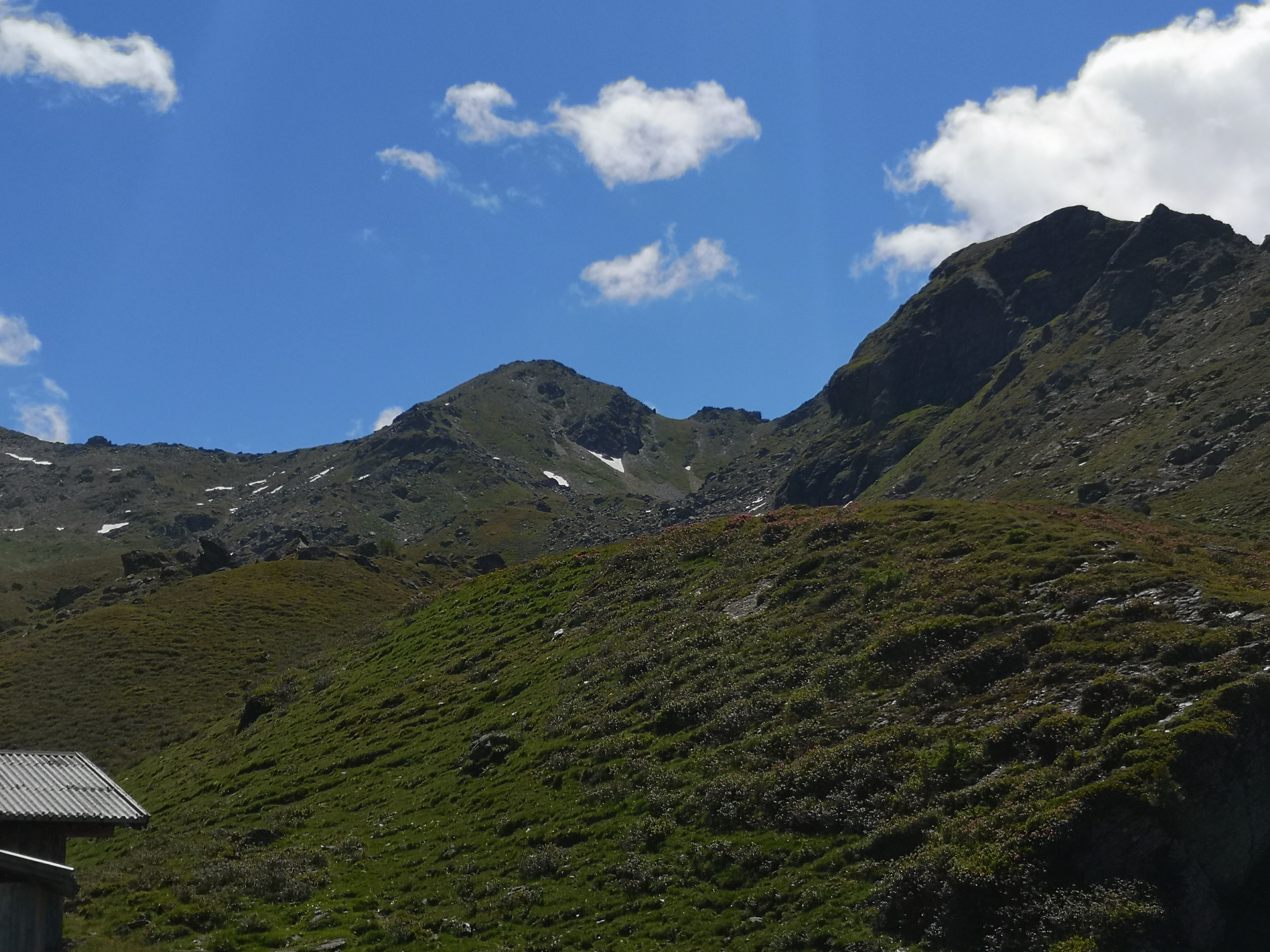
Der höchste Punkt der Gemeinde Ellbögen, das Rosenjoch

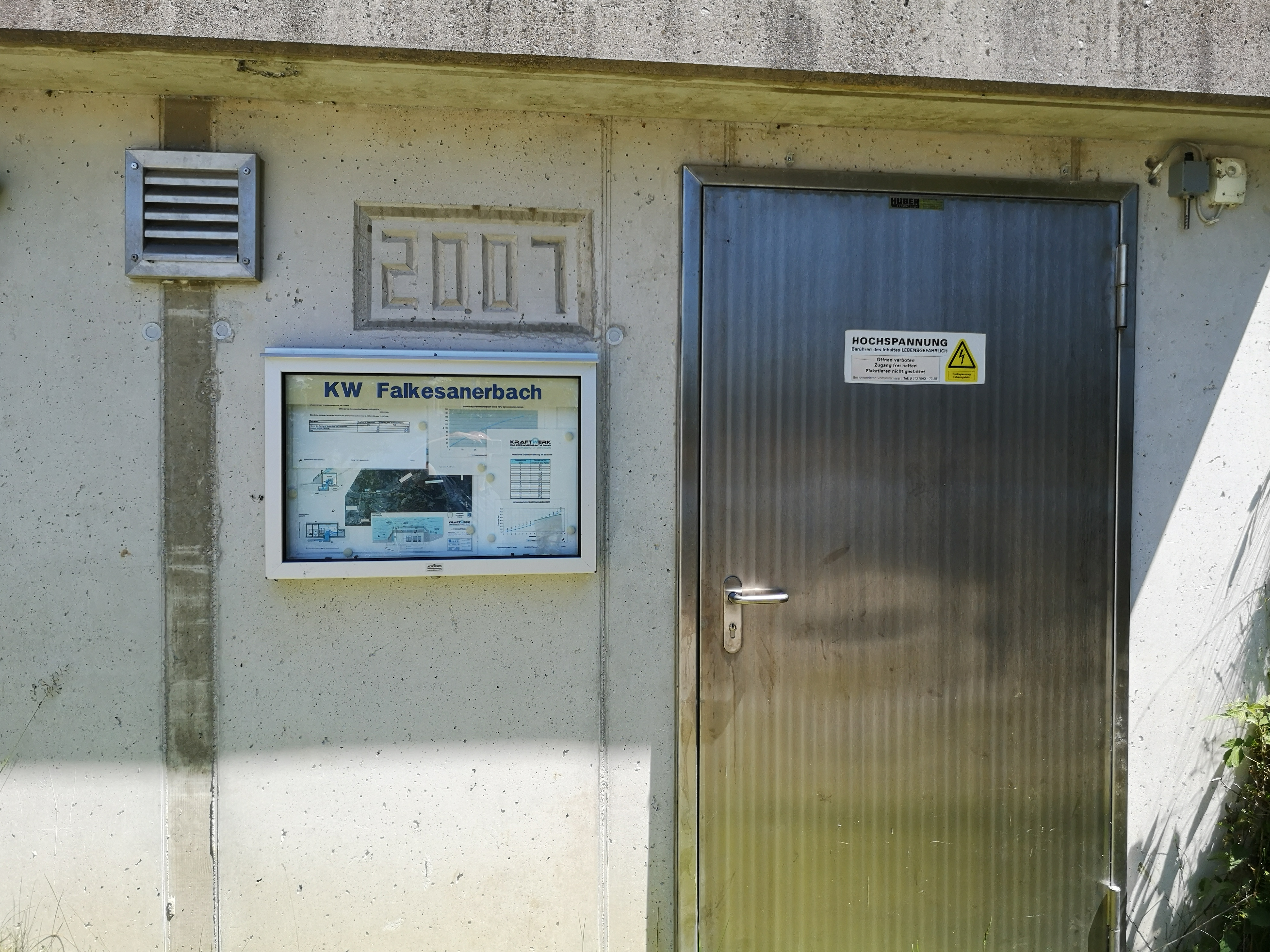
Außenansicht einer Kraftwerk-Außenstelle in Ellbögen

Die Sonnenhänge von Ellbögen am Patscherkofel waren bereits in urgeschichtlicher Zeit besiedelt, 1967 wurden in St. Peter illyrische Brandgräber gefunden. Nach der Einwanderung der Bajuwaren waren die Grafen von Andechs und später die Landesfürsten von Tirol die größten Grundbesitzer. 1031 wurde in einer (verunechteten) Schenkungsurkunde Arnolds I. von Morit, Vogt der Brixner Bischofskirche, an das Stift Benediktbeuern die villa Taerzins (Ortsteil Tarzens) erwähnt. Ellbögen selbst ist in einer Liste von Zinspflichtigen des Klosters Schäftlarn von 1170 bis 1173 als Ellenbogen verzeichnet.
Eine große Bedeutung für die Gemeinde hatte die 23 km lange „Salzstraße“ von Hall in Tirol über Ampass, Patsch und Ellbögen weiter nach Matrei am Brenner, die heutige Ellbögener Straße (L 38). Diese Verbindung zwischen dem Unterinntal und dem Wipptal wurde vermutlich schon von den Römern angelegt. Durch die Saline in Hall entwickelte sich ein reger Verkehr, in Ruggschrein wurde eine Zollstätte errichtet. Zahlreiche Gaststätten und die 1395 erwähnte Schmiede an der Mühltaler Brücke kennzeichnen den Fuhrverkehr. Die Straße diente immer wieder während geschichtlicher Kriegsereignisse als Durchmarschweg für Truppen.
Von wirtschaftlicher Bedeutung war im 16. und 17. Jahrhundert der Abbau von Kupfer- und Schwefelkies im Viggar- und im Arztal. Das Erz aus dem Arztal soll zum Guss der „Schwarzen Mander“ in der Innsbrucker Hofkirche verwendet worden sein. Das Erz musste auf langen Wegen zur Schmelzhütte nach Ehrwald gebracht werden, was den Abbau 1649 unrentabel machte.
Die im Kern gotische Pfarrkirche wurde 1472 erbaut und gegen Ende des 18. Jahrhunderts barockisiert.
Sehenswert auch die Mühle am Falkasanerbach. Die Hinterlocher Mühle befindet sich in Innerellbögen Richtung Arztal. Auf dem Kammrad ist die Jahreszahl 1738 eingeschnitten, die wahrscheinlich auf die Erneuerung dieses Getriebeteiles hinweist. Da die Mühle bis 1951 in Betrieb und das Kammrad bis zu diesem Zeitpunkt noch funktionsfähig war, kann das Alter der Mühle vielleicht noch um diesen Zeitraum (ca. 200 Jahre) höher angesetzt werden. Im Sommer werden Schaumahlungen durchgeführt.

### Bevölkerungsentwicklung
EinwohnerJahr6007008009001000110012001860189019201950198020102040EinwohnerEinwohnerentwicklung von Ellbögen

## Kultur und Sehenswürdigkeiten

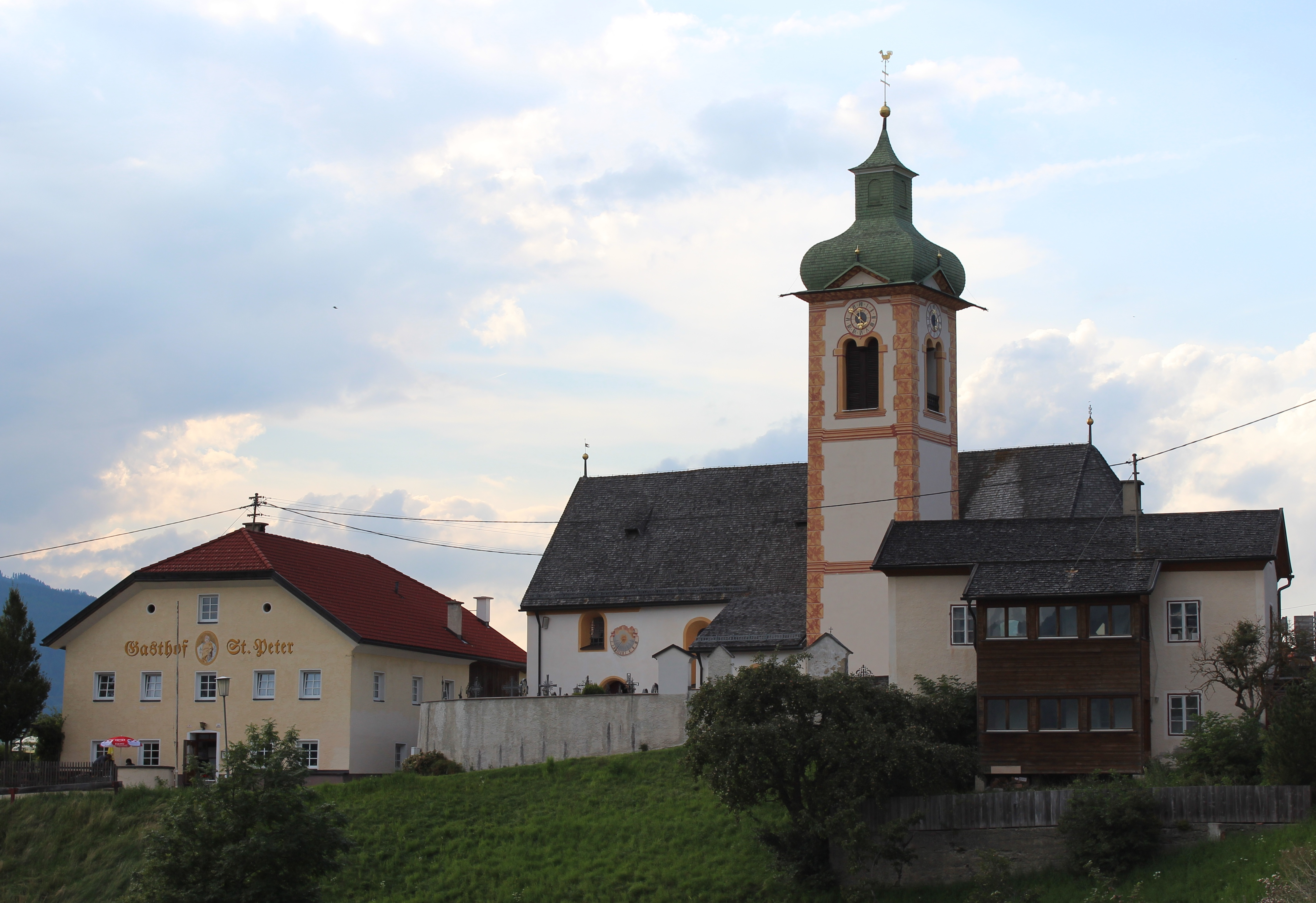
Pfarrkirche Ellbögen

- Katholische Pfarrkirche Ellbögen hl. Petrus
- Kratzer-Kapelle in Innerellbögen

## Wirtschaft und Infrastruktur
Die Gemeinde ist durch Landwirtschaft und sanften Tourismus geprägt, daneben gibt es einen großen Anteil an Auspendlern. Die zwei  Laufkraftwerke Viggarbach und Falkasanerbach tragen mittlerweile auch zu den Einnahmen der Gemeinde bei.

## Politik

### Gemeinderat
Der Gemeinderat besteht aus 13 Mitgliedern und setzt sich aus 13 Mandataren zusammen:
| Partei                                              | 2022    | 2022    | 2022                 | 2016    | 2016    | 2016                 |
| Partei                                              | Prozent | Stimmen | Sitze im Gemeinderat | Prozent | Stimmen | Sitze im Gemeinderat |
| --------------------------------------------------- | ------- | ------- | -------------------- | ------- | ------- | -------------------- |
| Gemeinsam für Ellbögen (GFE)                        | 34,09   | 269     | 5                    | 22,57   | 327     | 3                    |
| Bürgermeisterliste Zukunft Ellbögen (ZUE) 1)        | 31,56   | 249     | 4                    | 23,94   | 137     | 3                    |
| Allgemeine Liste Ellbögen Tiroler Volkspartei (ALE) | 18,76   | 148     | 2                    | 38,40   | 573     | 5                    |
| Team Günter Reichegger SPÖ Ellbögen                 | 15,59   | 123     | 2                    | 15,09   | 137     | 2                    |

1) Die Partei trat 2016 unter dem Namen „Zukunft Ellbögen“ an.

### Bürgermeister
- 1994 bis 2022 Walter Hofer[5][7]
- seit 2022 Walter Kiechl

### Wappen
Das Gemeindewappen versinnbildlicht mit dem abgewinkelten Arm als redendes Wappen den Namen der Gemeinde Ellbögen. Der Schlüssel ist das Zeichen des heiligen Petrus, des Kirchenpatrons der Pfarrkirche St. Peter.

## Persönlichkeiten

### Söhne und Töchter der Gemeinde
- Hans Gatt (* 1958), Langdistanz-Musher
- Raimund Miller (* 1944), Chemiker
- Peter Kienast (1949–1991), Europameister im Viererbob